# کارخانه حیوانات
کارخانه حیوانات (انگلیسی: Animal Factory) فیلمی در ژانر درام و مستقل به کارگردانی استیو بوشمی است که در سال ۲۰۰۰ منتشر شد.

## بازیگران
- ویلم دفو در نقش ارل کوپن
- ادوارد فرلانگ در نقش ران دکر
- دنی ترخو در نقش ویتو
- جان هرد در نقش جیمز دکر
- توماس آرنلد در نقش باک روان
- مارک بون جونیور در نقش پاول آدامز
- استیو بوشمی در نقش هاسپک